# Johan van den Mynnesten

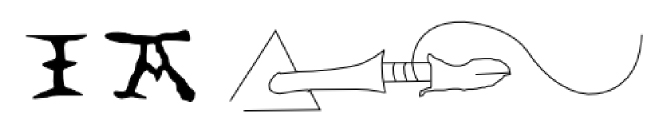
Die Unterschrift des Meisters von Zwolle

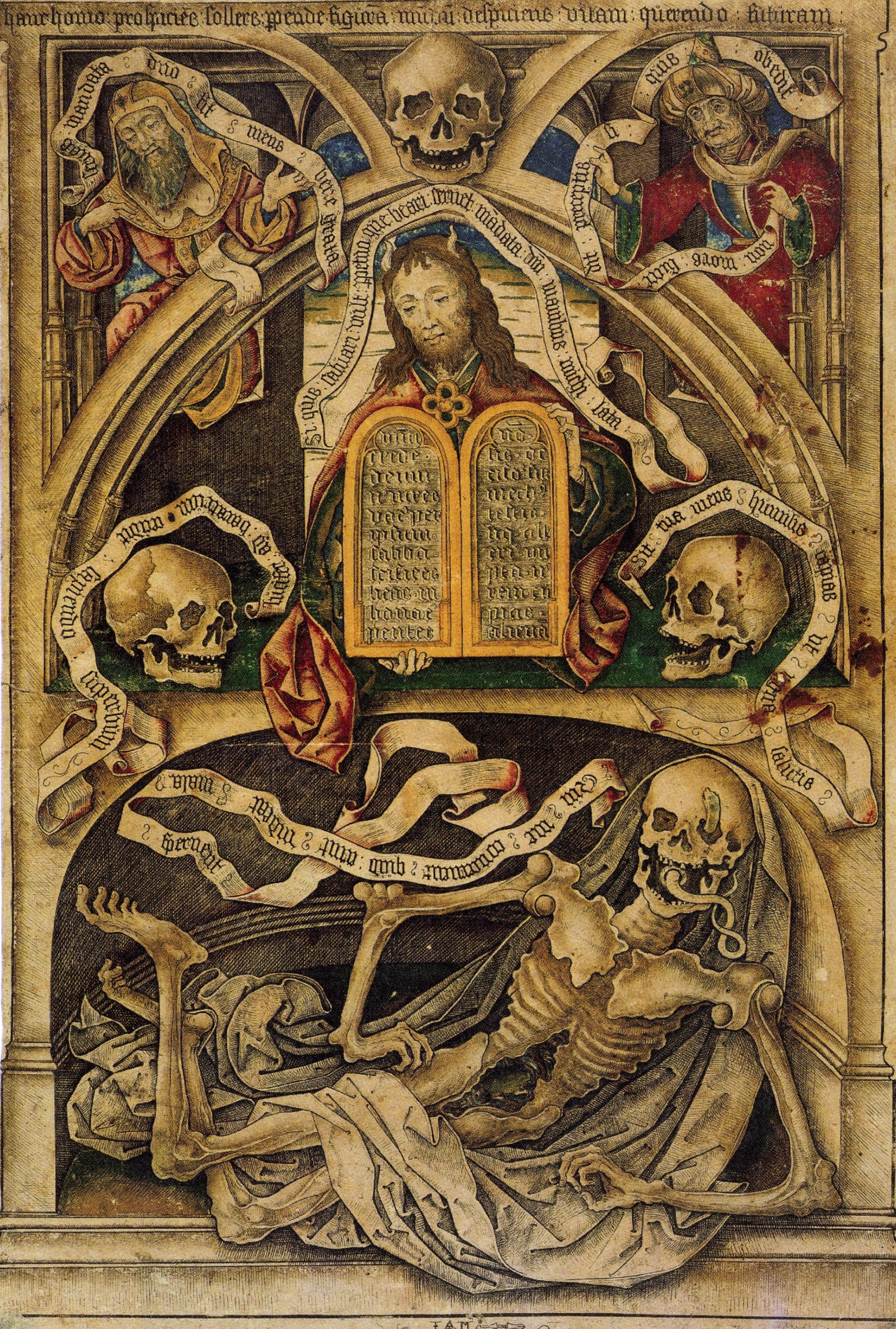
Allegorie von Mortalität, um 1480–90

Johan van den Mynnesten (berühmt geworden als Meester van Zwolle, auch bekannt als Joannes Schuttorpe oder Johannes von den Minnesten) (* 1425 in Schüttorf; † 1504 in Zwolle) war ein deutsch-niederländischer Maler und Kupferstecher.

## Leben
Johan van den Mynnesten wurde 1425 in Schüttorf geboren. Im Alter von 13 Jahren verließ er die Stadt und wanderte entlang der Vechte flussabwärts bis Zwolle in den Niederlanden. Dort gab es eine berühmte Kunstschule, an der er unentgeltlich studieren konnte. Als Gegenleistung für Studium, Kost und Logis musste er jedoch täglich vier Stunden Bücher kopieren. Wie lange er in Zwolle blieb, ist nicht nachgewiesen; nach einigen Jahren zog er aber nach Süden und hinterließ Spuren in Flandern, Westfalen, Köln und Florenz. Auf seinen Reisen lernte er die Kunst der Malerei und der Gravur bei großen europäischen Künstlern. Zu seinen berühmtesten Lehrern gehört der flämische Meister Rogier van der Weyden. 
Nach dem Abschluss seiner Lehrjahre zog es ihn zurück in die Hansestadt Zwolle, wo er 1462 das Bürgerrecht erhielt. Hier wurde er bald zu einem der gefragten Künstler und angesehenen Bürger. In dem 1423 begonnenen und noch erhaltenen registrum civium (Bürgerbuch) der Stadt wird er als Magister Johannes pictor nuncupatus van den Mynnesten geführt. Er erhielt viele profitable Aufträge; gleichwohl brach er noch dreimal auf große Wanderungen quer durch Europa auf; auf seinen Reisen traf er unter anderen Hugo van der Goes und Albrecht Dürer. Auch war er unterwegs immer wieder als Diplomat der Stadt Zwolle tätig und besorgte Briefe in die Hansestadt Danzig. 
Johan van den Mynnesten hatte mit seiner Ehefrau Eefse, die sich später von ihm scheiden ließ, fünf Kinder. Seine Söhne hießen Johann, der später mit Baumaterialien handelte und Bentheimer Sandstein importierte und Rogier, der das Handwerk des Goldschmieds erlernte. Eine Tochter heiratete Ghert ter Borch den Älteren, der Kirchmeister der Liebfrauenkirche in Zwolle war.
Gegen Ende seines Lebens ging es van den Mynnesten finanziell schlechter, so dass er sein Haus veräußern musste. Dennoch blieb er bis zu seinem Tode 1504 ein geachteter Bürger der Stadt.

## Werk
Als sicher zugeschrieben werden Johan van den Mynnesten 26 Stiche, die im Rijksmuseum in Amsterdam und in der Grafischen Sammlung Albertina in Wien, im Museum Boijmans Van Beuningen in Rotterdam, in der Hamburger Kunsthalle, im Museum von Boston und in den Uffizien in Florenz hängen. 
Sein wichtigster Auftraggeber war stets die Stadt Zwolle. 1462 bemalte er Figuren für den Giebel der städtischen Schule. Es folgten zahlreiche weitere Aufträge, zum Beispiel Fresken für die große Kirche, Bilder für das Weinhaus und den Weinkeller des Stadthauses und Verzierungen für das Gewölbe des Rathauses. Alle diese Werke existieren nicht mehr, nur in der großen Kirche gibt es noch einige Fragmente seiner Fresken. Ein Fresko hat sich allerdings in der Kirche von Hasselt, etwa acht Kilometer von Zwolle entfernt, erhalten; es zeigt ein Selbstporträt des Künstlers.
Vier Stiche befinden sich in dem Kupferstichkabinett des Germanischen Nationalmuseums in Nürnberg.